# 富山市立蜷川小学校
富山市立蜷川小学校（とやましりつ にながわしょうがっこう）は富山県富山市にある公立小学校。

## 沿革
個別に出典が提示されていない箇所の出典→。
- 1873年9月17日 - 布市村に布市小学校、最勝寺村に最勝寺小学校創立。
- 1877年3月 - 黒瀬村に自卑小学校創立。
- 1886年 - 布市小学校を小杉村に移して登高小学校と改称。
- 1887年 - 学制改革により登高小学校が登高簡易小学校、自卑小学校は自卑尋常小学校よび黒瀬簡易小学校となる。
- 1890年4月 - 3校を統合し、蜷川尋常小学校および蜷川簡易小学校を赤田に設置。
- 1892年10月1日 - 簡易小学校を廃止し、蜷川村立蜷川尋常小学校と改称。
- 1909年
  - 10月18日 - 神宮寺割・昼場割884坪の敷地に建設された本部135坪、附属建物34.3坪の校舎が新築落成し、同年10月28日に落成式を挙行[3]、高等科設置、蜷川尋常高等小学校と改称。
- 1925年7月 - 学制頒布五十周年記念事業として雨天体操場と理科室（77坪）が落成[4]。
- 1938年4月25日 - 医学博士横田清の寄付による泰安殿を造る[5]。
- 1941年4月1日 - 蜷川国民学校と改称。
- 1942年5月30日 - 蜷川村が富山市へ編入されたことに伴い、富山市立蜷川国民学校と改称。
- 1945年8月1日 - 富山大空襲により校舎焼失（最後の一弾が雨天体操場横の炭置場に命中[5]）。校下3ヶ寺に分散し2部授業を開始する。
- 1946年4月1日 - 朝菜町11番地に仮校舎（不二越鋼材蜷川工場の1棟）を設ける。校舎には当初窓ガラスは無かったが、5月28日には窓ガラスが入れられた[6]。
- 1947年
  - 1月12日 - 校舎の復興式を挙行[6]。
  - 4月1日 - 富山市立蜷川小学校と改称[7]。
- 1952年
  - 4月24日 - 建築準備委員会発足。
  - 10月14日 - 新校舎第1期工事竣工（6教室）[8]。赤田5番地に4教室と給食室を新築。
- 1953年
  - 3月 - 校歌制定。
  - 5月1日 - 婦人会からピアノが寄贈される[9]。
  - 5月4日 - 新校舎第2期工事竣工（4教室）[8]。
  - 5月11日 - 全児童の移転が完了[9]。
  - 5月19日 - 放送設備が整えられる[9]。
  - 12月14日 - 新校舎第3期工事竣工（2教室）[8]。同日に新校舎落成祝賀式が挙行される[9]。
- 1955年5月7日 - 体育館竣工[9]
- 1956年4月11日 - 2教室増築[9]。
- 1957年6月17日 - 西便所竣工[9]。
- 1959年6月13日 - 2教室増築[9]。
- 1960年
  - 5月3日 - 2教室増築[9]。
  - 9月27日 - 宿直室竣工[9]。
- 1961年8月2日 - 2教室増築[9]。
- 1962年
  - 7月7日 - 創校90周年プール落成。
  - 9月 - 南玄関竣工[9]。
- 1966年
  - 11月 - 正面玄関、特別教室増築。
  - 同年中 - 校門が竣工[9]。
- 1967年9月20日 - 2教室、渡り廊下、用務室増築、国旗掲揚塔新設。
- 1968年 - 特別教室増築。
- 1971年 - 新校地造成工事始まる。
- 1972年
  - 3月31日 - 新校舎第一期工事完成。
  - 12月10日 - 新校舎第二期工事完成。
- 1974年7月20日 - 新校舎第三期工事完成。
- 1975年1月20日 - 体育館移転修築完成。
- 1976年6月17日 - 新校舎第四期工事完成。
- 1977年4月1日 - 富山市立堀川南小学校が本校より分離。
- 1988年6月16日 - 校内にせせらぎ公園が完成[10]。
- 1993年7月 - 木造だった旧体育館の老朽化の為、新しい体育館（鉄筋コンクリート造一部二階建て）が着工[11]。
- 1994年4月16日 - 新体育館が竣工[11]。

## 通学区域
赤田、赤田新町、朝菜町１丁目～６丁目、上袋、黒崎、小杉、新堀町、蜷川、布市、布市新町、二俣、二俣新町、八日町

## 進学先
- 富山市立堀川中学校